# Carrasco Bonito
Carrasco Bonito é um município brasileiro do estado do Tocantins. Localiza-se a uma latitude 05º19'19" sul e a uma longitude 48º02'05" oeste, estando a uma altitude de 285 metros. Sua população estimada em 2004 era de 3 973 habitantes.
Possui uma área de 195,96 km².